# Rejon sopoćkiński

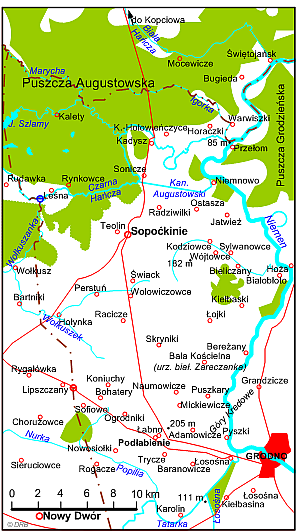
Mapa rejonu sopoćkińskiego

Rejon sopoćkiński (biał. Сапоцкінскі раён) – istniejący formalnie  w latach 1940-1959 (de facto 1940-1941 i 1944-1959) rejon w północno-zachodniej części Białoruskiej SRR, w obwodzie białostockim i obwodu grodzieńskim. Stolicą jednostki były Sopoćkinie.
Rejon został powołany do życia 15 stycznia 1940 na terenach okupowanego przez ZSRR powiatu augustowskiego – gminy Balla Wielka, Hołynka, Lipsk, Łabno i Wołłowiczowce (z Sopoćkiniami. W rejonie nie było miast. Wszedł w skład obwodu białostockiego.
Rejon był jednostką administracyjną istniejącą de facto, legalną z punktu widzenia władz ZSRR. Z punktu widzenia prawa międzynarodowego jej utworzenie było nielegalne, a jej obszar stanowił część terytorium II Rzeczypospolitej pod okupacją ZSRR.
20 września 1944 ponownie wszedł w skład Białoruskiej SRR jako podmiot obwodu grodzieńskiego.
Na mocy umowy granicznej pomiędzy Polską a ZSRR z 16 sierpnia 1945 roku gminę wiejską Lipsk oddano Rzeczypospolitej Polskiej, natomiast pozostały obszar rejonu pozostał przy ZSRR, stając się częścią obwodu grodzieńskiego (tworząc odizolowany od niego region).
10 marca 1959 doszło do skasowania rejonu i włączenia go w skład większego rejonu grodzieńskiego.